# Psion
Psion — английская компания, известная как создатель электронного органайзера «Psion Organiser» и серии карманных (портативных) компьютеров.
На сегодняшний день все подразделения, кроме «Canadian Psion Teklogix», расформированы. Несмотря на то, что «Psion Teklogix» действует в Канаде, Psion остается английской компанией.

## История
Компания Psion PLC была основана Дэвидом Поттером в 1980 году и первоначально занималась производством программного обеспечения (в основном — игр) для компьютеров ZX81, а затем и для ZX Spectrum в тесном сотрудничестве с компанией Sinclair Research.
В 1983 году Sinclair предложила Psion разработать набор офисных приложений для компьютера Sinclair QL. В результате, в 1984 году были разработаны и выпущены программы Quill, Archive, Abacus и Easel (соответственно текстовый процессор, база данных, электронные таблицы и программа для построения диаграмм). Позднее они были портированны под операционную систему MS-DOS, получив название «PC-Four» (иначе — Xchange).
В том же 1984 году Psion впервые появилась на рынке аппаратных средств, выпустив «Psion Organiser» — простейший электронный органайзер, более походивший на большой программируемый калькулятор. В 1986 году в продажу поступил значительно улучшенный «Psion Organiser II». С этого момента началась история Psion как производителя карманных компьютеров.
В 1987 году Psion начали разработку собственной аппаратной платформы SIBO и операционной системы для неё, получившей название EPOC.
В 1989 году Psion приобрела компанию «Dacom», создав новую торговую марку «Psion Dacom» (позже переименованную в Psion Connect), специализирующуюся на производстве модемов и прочих коммуникационных продуктов.
В начале 1990-х Psion попробовала свои силы на рынке ноутбуков, выпустив линейку MC200/400/600/WORD. Этот опыт оказался для компании неудачным — производство компании находилось в Англии и себестоимость ноутбуков делала их неконкурентоспособными.
Во второй половине 1990-х компания сделала ставку на устройства, совмещающие в себе карманные компьютеры и сотовые телефоны. В результате в 1998 году совместно с компаниями Nokia, Ericsson и Motorola ею была образована компания Symbian Ltd. (Psion сохранила порядка 20-30 % долю в этой фирме). Тогда же операционная система EPOC была положена в основу Symbian.
С 2002 году, в связи с бурным развитием Palm и PocketPC, Psion стала утрачивать свои позиции на рынке портативных компьютеров. Финалом истории Psion как производителя КПК стал отказ компании Motorola от организации совместного производства смартфонов.
В 2000 году Psion приобрела канадскую компанию «Teklogix», образовав торговую марку «Psion Teklogix», которая составляет ядро современного Psion PLC.
В 2002 году Psion отделил от себя подразделение «Psion Software», которое в 2003 было продано Американской компании Visto.
В 2004 году компания объявила о продаже своей доли в Symbian компании Nokia, покинув таким образом рынок мобильных устройств и оставив только Psion Teklogix.
В июне 2012 года объявлено то что, компанию поглощает Motorola Solutions приобретая все акции Psion, заплатив около 200 млн долларов.

## Продукты

### КПК
- Psion Organiser и Psion Organiser II
- Psion Series 3, 3a, 3c & 3mx
- Psion Siena
- Psion Workabout
- Psion Series 5, 5mx & 5mx Pro
- Psion Revo
- Psion Series 7
- Psion NetBook
- Psion netpad
- Psion Teklogix Netbook Pro (Windows CE)

### Ноутбуки
- Psion MC 200
- Psion MC 400
- Psion MC 400 WORD
- Psion MC 600 (DOS)